# Бодение
Бодение е „количествена“ музикална невма във византийската нотация, която повишава стойността на тона с 2 степени спрямо основната тоналност. Има самостоятелна употтреба, но най-често се използва се като допълнение към маление или литнатий, а също в специфична мелодична фигура, като в същото време не търпи самостоятелни ритмични обозначения.